# Maiken Pius

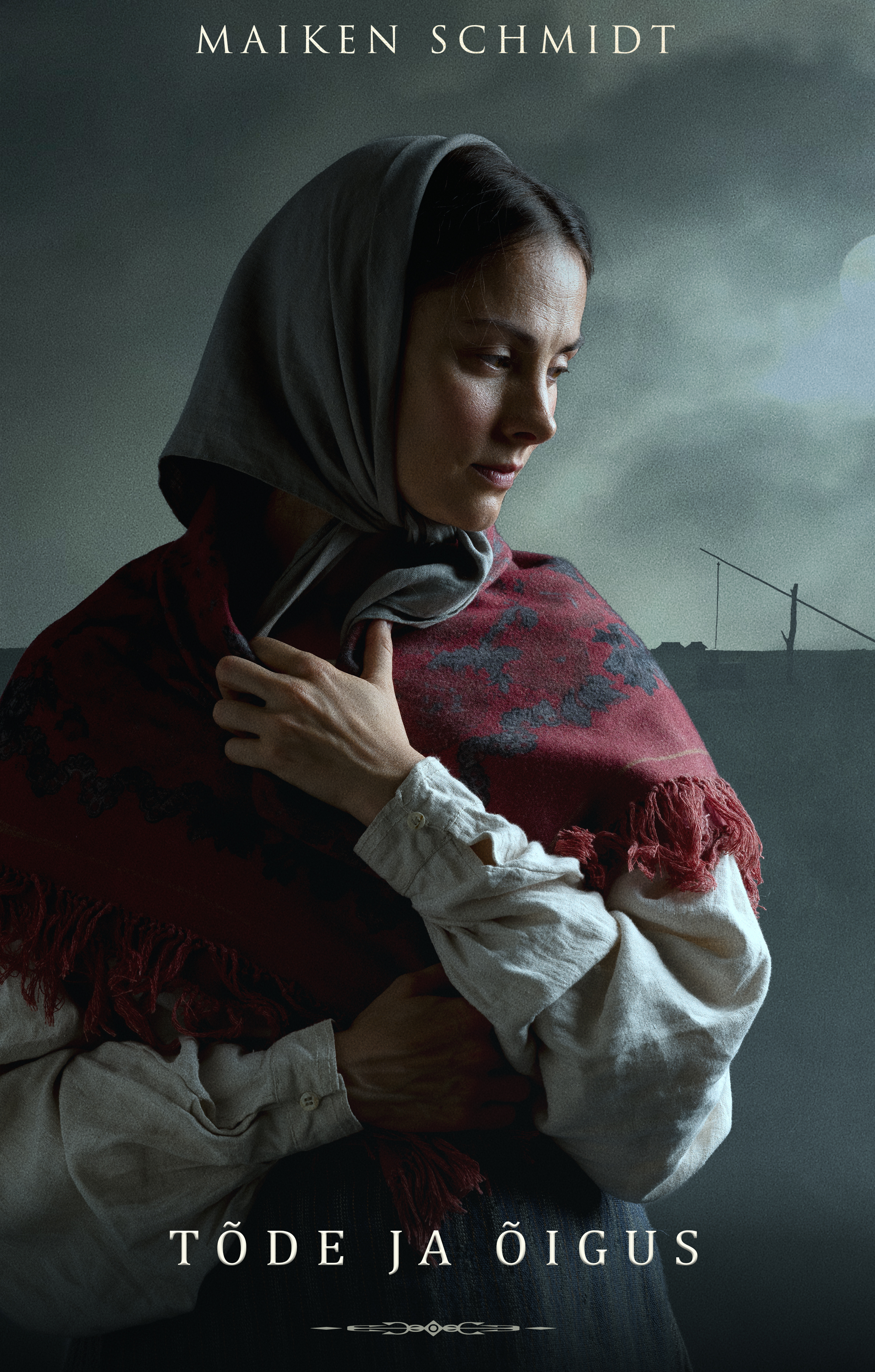
Maiken Pius auf dem Filmplakat Wahrheit und Gerechtigkeit (2019)

Maiken Pius (* 17. April 1985 als Maiken Schmidt) ist eine estnische Schauspielerin.  

## Leben
Pius absolvierte 2003 das Kilingi-Nõmme-Gymnasium und studierte ab 2006 Choreografie an der Universität Tallinn. 2012 besuchte sie unter der Leitung von Elmo Nüganen die Estnische Musik- und Theaterakademie mit dem Schwerpunkt Darstellende Kunst. Ihr Spielfilmdebüt feierte Pius 2012 in Ain Mäeots Drama Deemonid. Ebenfalls seit 2012 hat sie Engagements am Tallinna Linnateater. Ihre erste Hauptrolle mit internationaler Beachtung spielte Pius im Jahr 2015 in Nüganens Antikriegsfilm 1944, der im Rahmen der Internationalen Filmfestspiele Berlin 2015 Premiere feierte.

## Filmografie (in Auswahl)
- 2012: Deemonid
- 2015: 1944
- 2019: Wahrheit und Gerechtigkeit (Tõde ja õigus)
- 2023: Mrs. Chatterjee Vs Norway